# Achromatyczność
Achromatyczność – bezbarwność w rozumieniu braku dominanty jakiejkolwiek barwy, a więc coś, co może być białe, czarne. Światło achromatyczne to światło białe, aczkolwiek jego skład może wynosić od dwóch (barwy dopełniające) do nieskończoności barw składowych, natomiast substancje materialne o barwach achromatycznych to substancje o barwie białej lub czarnej.
W przypadku urządzeń optycznych achromatyczność oznacza brak rozszczepiania światła na barwy widmowe (zobacz achromat, apochromat).